# Esternídeos
Os esternídeos (Sternidae) são uma família de aves caradriformes, integrada nos larídeos pela taxonomia de Sibley-Ahlquist. O grupo inclui cerca de 44 espécies, conhecidas como andorinhas-do-mar, gaivinas e garajaus, 24 das quais com presença na América do Sul. 
Os esternídeos são aves de médio porte, com 25 a 50 cm de comprimento. Têm asas compridas e pontiagudas, cauda relativamente grande, bicos finos e patas diminutas. A sua morfologia geral está bem adaptada a um modo de vida activo e a um voo rápido. As gaivinas e garajaus alimentam-se de peixes, que pescam em voos picados sobre a superfície dos oceanos. A maioria das espécies pode ser encontrada em habitats litorais e é migratória. 
As gaivinas e garajaus são aves gregárias, que nidificam em locais pouco acessíveis, principalmente ilhas nas orlas costeiras. As colónias são muito numerosas, barulhentas e repletas de actividade dos vários casais. O ninho, muito simples, é uma pequena depressão no solo revestida de material vegetal. Cada postura inclui 3 a 4 ovos, geralmente abandonados em caso de perturbações externas. 
A plumagem do grupo é monótona, em tons de preto, cinzento e branco. As espécies são muito semelhantes entre si, o que complica a observação, e possuem plumagem de acasalamento e diversos estádios juvenis.

## Géneros
Parte da família Laridae 
- Sterna
- Gygis
- Anous
- Larosterna
- Chlidonias
- Procelsterna
- Phaetusa
- Gelochelidon
- Hydroprogne
- Thalasseus
- Sternula
- Onychoprion

## Algumas espécies
- Andorinha-do-mar-comum ou Garajau-comum, Sterna hirundo
- Andorinha-do-mar-rósea ou Garajau-rosado, Sterna dougalii
- Andorinha-do-mar-anã, Sterna albifrons

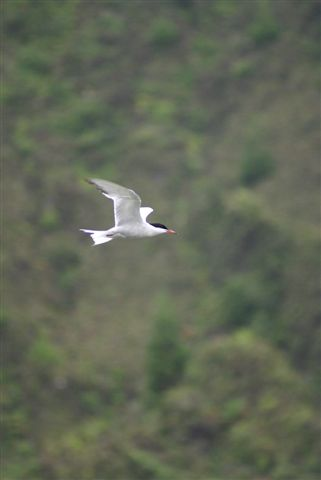
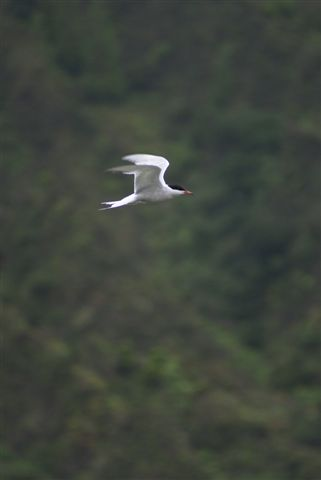
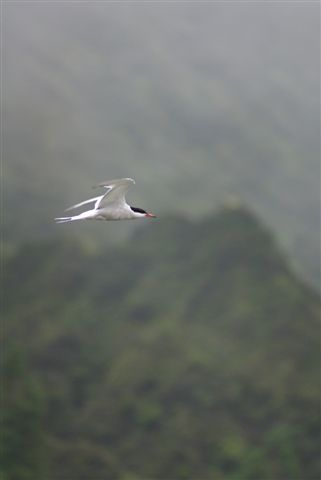